# Pteralyxia
Pteralyxia es un género de fanerógamas de la familia Apocynaceae. Contiene dos especies. Es originario de las islas Hawái.

## Taxonomía
El género fue descrito por K.Schum. & Prantl y publicado en Nat. Pflanzenfam. 4(2): 151. 1895.

## Especies
- Pteralyxia kauaiensis Caum
- Pteralyxia laurifolia (Lodd.) Leeuwenb.